# Římskokatolická farnost Paseka
Římskokatolická farnost Paseka je územní společenství římských katolíků s farním kostelem svaté Kunhuty ve šternberském děkanátu olomoucké arcidiecéze.

## Historie farnosti
První písemná zmínka o obci pochází z roku 1326, tehdy se ještě nazývala Těchanov, resp. Nový Těchanov, pojmenování Paseka se objevilo poprvé až v roce 1368. Ve znaku měla svatou Kunhutu a byla majetkem olomoucké kapituly. Od 70. let 14. století patřila k sovineckému panství, po roce 1850 z ní byla samostatná obec. Původně česká obec se v 17. století poněmčila, žila zde ale stále významná česká menšina (např. v roce 1930 bylo z celkem 1414 obyvatel 1068 Němců). První škola sídlila v budově fary, a sice od roku 1658 do roku 1688, státní česká menšinová obecná škola zde působila od školního roku 1933/1934 až do roku 1937/1938. Tehdy se Paseka stala součástí Sudet a po roce 1945 byli němečtí obyvatelé odsunuti.

## Bohoslužby
| Kostel        | Místo  | Bohoslužba (den) | Hodina      | Poznámka     |
| ------------- | ------ | ---------------- | ----------- | ------------ |
| svaté Kunhuty | Paseka | neděle pátek     | 11.00 16.00 | Farní kostel |

## Duchovní správci
Od srpna 2018 je administrátorem excurrendo R. D. Mgr. Ladislav Sovadina .